# Cadê Seu Namorado, Moça?
Cadê Seu Namorado, Moça? é uma canção do cantor e compositor brasileiro de música sertaneja Thales Lessa, em parceria com o também cantor sertanejo Bruno, da dupla com Marrone, lançada em 20 de janeiro de 2023, como terceiro single do seu álbum ao vivo Thales Lessa In Casa.

## Composição e conteúdo
Além de intérprete, Thales Lessa é o autor da canção. A letra expressa o desejo de um ex-namorado de estar presente na vida da mulher amada de maneiras inusitadas e até mesmo incômodas, apenas para provocar uma reação que o faça ser lembrado por ela. Um trecho da letra diz:
“Queria ser o cara que cê vai chegar em você / Suas amigas vão torcer / E a pergunta dele vai fazer você lembrar de mim sem querer / 'Você tem namorado, moça?' / 'Cadê seu namorado, moça?' /  É nessa hora que cê vai sair feito louca / Esquecer da bebida, das amigas, da bolsa / E me ligar falando me busca, te amo, me perdoa”

## Recepção
O videoclipe da versão gravada com Bruno conta com mais de 31 milhões de visualizações no YouTube.

### Desempenho nas tabelas musicais
| Tabela musical           | Melhor posição |
| ------------------------ | -------------- |
| Crowley (Top 100 Brasil) | 17             |

## Versão de Nadson O Ferinha
Depois que o cantor baiano de arrocha Nadson O Ferinha regravou a canção para o álbum Seresta pra Paredão 3.0 e ganhou mais destaque, rendendo muitos memes na internet, Thales Lessa se juntou com Nadson O Ferinha e os dois cantores regravaram a canção. Em 12 de maio de 2023, foi lançada a regravação em questão.
“Sobre a versão com o Nadson, foi um prazer gravar com ele, menino do bem e que de alguma forma também fez com que a nossa música fosse ouvida de outra forma, e quando entendi isso, fiz questão de convidá-lo para que esse sucesso ficasse marcado em nossas carreiras. O clipe foi perfeito, os atores foram cirúrgicos na atuação, fazendo com que a letra fosse ainda mais compreendida pelos admiradores da música e os que ainda não a conhecem. A ideia de gravar num ambiente de show, também foi incrível, mostrando que a música funciona em praticamente todos os momentos, seja em casa, num bar, numa balada curtindo, seja num carro escutando de boa. Enfim, a música é sucesso em qualquer situação. Que todos abracem essa versão, assim como estão abraçando a gravação oficial com o Bruno e que a música continue fazendo o seu papel que é tocar as pessoas", enfatiza Thales.
Nadson: “Acompanho o Thales há muitos anos e para mim é a realização de um sonho lançar uma música nacionalmente ao lado dele”.
A regravação dos dois recebeu certificações de disco de ouro, platina e diamante pela Pro-Música Brasil e se tornou a música mais executada no Kwai em 2023.

### Desempenho nas tabelas musicais
| Tabela musical                    | Melhor posição |
| --------------------------------- | -------------- |
| Spotify (Top 100 Viral Brasil)    | 11             |
| Apple Music (Top Brazilian Songs) | 51             |
| Spotify (Top 200 Brasil)          | 52             |
| Billboard (Hot 100)               | 97             |

### Certificações
| País         | Certificação | Vendas certificadas |
| ------------ | ------------ | ------------------- |
| Brasil (PMB) | Ouro         | +40 000             |
| Brasil (PMB) | Platina      | +80 000             |
| Brasil (PMB) | Diamante     | +300 000            |

### Prêmios e indicações
| Ano  | Premiação                             | Categoria              | Resultado | Ref.   |
| ---- | ------------------------------------- | ---------------------- | --------- | ------ |
| 2023 | Prêmio Multishow de Música Brasileira | Brega e Arrocha do Ano | Indicado  | [ 12 ] |